# Skarláthátú virágjáró
A skarláthátú virágjáró (Dicaeum cruentatum) a madarak osztályának verébalakúak (Passeriformes) rendjébe és a virágjárófélék (Dicaeidae) családjába tartozó faj.

## Rendszerezése
A fajt Carl von Linné svéd természettudós írta le 1758-ban, a Certhia nembe Certhia cruentata néven.

## Alfajai
- Dicaeum cruentatum batuense Richmond, 1912
- Dicaeum cruentatum cruentatum (Linnaeus, 1758)
- Dicaeum cruentatum niasense Meyer de Schauensee & Ripley, 1940
- Dicaeum cruentatum nigrimentum Salvadori, 1874
- Dicaeum cruentatum simalurense Salomonsen, 1961
- Dicaeum cruentatum sumatranum Cabanis, 1878[2]

## Előfordulása
Dél- és Délkelet-Ázsiában, Banglades, Bhután, Brunei, Kambodzsa, Kína, India, Indonézia, Laosz, Malajzia, Mianmar, Nepál, Szingapúr, Thaiföld és Vietnám területén honos. 
Természetes élőhelyei a szubtrópusi és trópusi síkvidéki esőerdők és lombhullató erdők, valamint ültetvények és vidéki kertek. Állandó, nem vonuló faj.

## Megjelenése
Testhossza 9 centiméter. A hím sapkája és egy élénkvörös színű csík van a hátán, a koronától a farokfedésig. A tojó sapkája és háta olajzöldek. Hasi részük világos.
|  |  |

## Életmódja
Gyümölcsökkel és bogyókkal táplálkozik.

## Természetvédelmi helyzete
Az elterjedési területe rendkívül nagy, egyedszáma pedig stabil. A Természetvédelmi Világszövetség Vörös listáján nem fenyegetett fajként szerepel.